# Frieda Dauphin-Verhees
Frieda Dauphin-Verhees (1938), geboren Frieda Verhees, is een Belgisch kostuumontwerpster.

## Loopbaan
Frieda Verhees behaalde in 1957 het diploma van kleuteronderwijzeres en volgde avondlessen schilderkunst aan de Academie voor Schone Kunsten in Antwerpen. Ze was kleuteronderwijzeres tot haar moeder overleed.
In 1973 maakte ze de kostuums voor de film ‘Verloren Maandag’ van Luc Monheim. Nadien werd ze steeds vaker gevraagd om kostuums te ontwerpen  voor theater en televisie. Zo ontwierp ze kostuums voor de kleinkunstgroep De Vieze Gasten en de films Brussels by Night en Familie Backeljau.
Tussen 1976 en 1993 verzorgde ze de kostuums van de producties van de studenten van Studio Herman Teirlinck.
Sinds haar pensioen bij de Studio doceerde ze vanaf 2000 kostuumgeschiedenis en kostuumvormgeving aan de Academie voor Schone Kunsten in Antwerpen.
Tijdens haar loopbaan verzamelde Verhees duizenden stukken kleding en accessoires die als inspiratiebron dienden voor haar werk. Deze collectie gebruikte ze ook in haar lessen kostuumontwerp. Verhees schonk een deel van haar collectie aan het Modemuseum Antwerpen waar ze als studiecollectie bestudeerd kan worden.

## Gezin
Frieda Verhees was getrouwd met fotograaf Gerald Dauphin waarmee ze een zoon kreeg, Lenn Dauphin.